# Associazione Calcio Ancona 2009-2010
Questa voce raccoglie le informazioni riguardanti l'Associazione Calcio Ancona nelle competizioni ufficiali della stagione 2009-2010.

## Stagione
Nella stagione 2009-2010 la squadra dorica, allenata da Walter Salvioni, debutta contro il Lecce perdendo (3-0). Successivamente la squadra biancorossa ottiene tre vittorie consecutive che la proiettano nella parte alta della classifica. Il buon momento continua e dopo 14 giornate la squadra è seconda in classifica con 26 punti, alle spalle della capolista Lecce, in lotta per la promozione in Serie A, categoria dalla quale i dorici mancano dal campionato 2003-2004.
Il 21 novembre 2009 l'Ancona espugna (1-3) il Del Duca battendo in trasferta l'Ascoli, dopo più di 60 anni dall'ultima volta, con la doppietta dell'ex Mastronunzio e il gol, anch'esso dell'ex, di Colacone. Grazie alla vittoria nel derby alla 15ª giornata l'Ancona si trova solitaria in testa con 2 punti vantaggio sul Lecce inseguitore.
Dopo questi già discreti risultati, inizia un picco che la porta a chiudere il girone di andata con 36 punti a due lunghezze dal vertice, in seconda posizione alle spalle ancora del Lecce. Nel girone di ritorno, anche per le pressanti difficoltà economiche, ha inizio però per l'Ancona un crollo sia di risultati, sia di prestazioni. Nel girone di ritorno la squadra dorica non riesce più a ripetersi e conquista solo 18 punti, la metà di quelli che aveva raccolto nell'andata, ottenendo la salvezza matematica con 52 punti, solo nell'ultima giornata pareggiando (2-2) col Mantova e classificandosi al 17º posto. Protagonista di questa bella stagione, almeno sul campo, il toscano Salvatore Mastronunzio autore di 23 reti.
Nell'estate 2010, ufficialmente il 16 luglio, arriva l'esclusione dalla Serie B 2010-2011 e da tutti i campionati professionistici per inadempienze finanziarie, così l'Ancona è costretta a ripartire dal campionato di Eccellenza nella stagione 2010-2011.

## Organigramma societario
Area direttiva
- Presidente: Flavio Mais

Area organizzativa
- Team manager: Paolo Rossi

Area tecnica
- Allenatore: Sandro Salvioni
- Allenatore in seconda: Massimo Di Stefano
- Preparatore dei portieri: Bruno Fantini

Area sanitaria
- Responsabile: Marzio Merli
- Medici sociali: Dott. Paolo Minciotti; Dott. Edoardo Defranco

## Rosa
| N. |                        | Ruolo | Calciatore             |
| -- | ---------------------- | ----- | ---------------------- |
| 1  | Brasile (bandiera)     | P     | Angelo da Costa        |
| 2  | Italia (bandiera)      | D     | Federico Castracani    |
| 3  | Uruguay (bandiera)     | C     | Juan Surraco           |
| 4  | Italia (bandiera)      | C     | Edoardo Catinali       |
| 5  | Inghilterra (bandiera) | D     | Kris Thackray          |
| 6  | Italia (bandiera)      | D     | Filippo Cristante      |
| 7  | Italia (bandiera)      | C     | Pasquale Schiattarella |
| 8  | Italia (bandiera)      | A     | Roberto Colacone       |
| 9  | Italia (bandiera)      | A     | Salvatore Mastronunzio |
| 10 | Italia (bandiera)      | C     | Ivan Piccoli           |
| 11 | Bulgaria (bandiera)    | A     | Vladislav Mirčev       |
| 12 | Italia (bandiera)      | P     | Filippo Lombardi       |
| 12 | Italia (bandiera)      | P     | Andrea Vaccarini       |
| 13 | Italia (bandiera)      | D     | Francesco Cosenza      |
| 14 | Italia (bandiera)      | A     | Mattia Mustacchio      |
| 15 | Francia (bandiera)     | C     | Roland Ossouho         |
| 16 | Argentina (bandiera)   | D     | Luciano Zavagno        |

| N. |                      | Ruolo | Calciatore              |
| -- | -------------------- | ----- | ----------------------- |
| 17 | Italia (bandiera)    | D     | Fabio Pisacane          |
| 18 | Italia (bandiera)    | C     | Mirco Aghetoni          |
| 19 | Argentina (bandiera) | C     | Matías Miramontes       |
| 20 | Italia (bandiera)    | C     | Alberto Gerbo           |
| 21 | Italia (bandiera)    | C     | Andrea De Falco         |
| 22 | Italia (bandiera)    | D     | Andrea Milani           |
| 23 | Italia (bandiera)    | P     | Massimo Schena          |
| 24 | Italia (bandiera)    | A     | Matteo Piergallini      |
| 25 | Italia (bandiera)    | C     | Cristiano Camillucci    |
| 27 | Italia (bandiera)    | P     | Gabriele Sollitto       |
| 28 | Brasile (bandiera)   | A     | Sergio Ceregatti        |
| 29 | Italia (bandiera)    | D     | Nicolò Pucci            |
| 30 | Italia (bandiera)    | C     | Massimiliano Sampaolesi |
| 82 | Italia (bandiera)    | C     | Maurizio Anastasi       |
| 90 | Italia (bandiera)    | C     | Nicola Santini          |
| 99 | Italia (bandiera)    | A     | Federico Gerardi        |

La FIGC sciolse la squadra a fine stagione.

## Risultati

### Campionato

#### Girone di andata
| Arbitro: | Candussio (Cervignano del Friuli) |

|                            |           |  |
| Baclet 14’, 40’ Lepore 82’ | Marcatori |  |

| Arbitro: | Doveri (Roma) |

|                            |           |  |
| Colacone 35’ Zavagno 90+4’ | Marcatori |  |

| Arbitro: | Nasca (Bari) |

|             |           |                                           |
| Cellini 39’ | Marcatori | 18’ (rig.), 28’ Mastronunzio 40’ Colacone |

| Arbitro: | Brighi (Cesena) |

|                              |           |  |
| Mastronunzio 7’ Colacone 43’ | Marcatori |  |

| Arbitro: | Ciampi (Roma) |

|                        |           |              |
| Soncin 7’ Di Nardo 25’ | Marcatori | 20’ Colacone |

| Arbitro: | Gallione (Alessandria) |

|            |           |  |
| Abbate 56’ | Marcatori |  |

| Arbitro: | Candussio (Cervignano del Friuli) |

|                              |           |  |
| Mastronunzio 34’, 55’ (rig.) | Marcatori |  |

| Arbitro: | Calvarese (Teramo) |

|                  |           |                   |
| R. Bianchi 90+4’ | Marcatori | 89’ Schiattarella |

| Arbitro: | Tommasi (Bassano del Grappa) |

|                                           |           |                |
| Schiattarella 41’ Mastronunzio 72’ (rig.) | Marcatori | 74’ Nainggolan |

| Arbitro: | C. Russo (Nola) |

|  |           |                                                     |
|  | Marcatori | 17’ (rig.) Mastronunzio 38’ Miramontes 77’ Colacone |

| Arbitro: | Trefoloni (Siena) |

|                                          |           |            |
| Surraco 7’ Miramontes 37’ De Falco 90+2’ | Marcatori | 34’ Mazzeo |

| Ancona 31 ottobre 2009, ore 15:30 12ª giornata | Ancona           | 0 – 0 | Cesena | Stadio del Conero (6.666 spett.)\| Arbitro: \| Rosetti (Torino) \| |
| Arbitro:                                       | Rosetti (Torino) |       |        |                                                                    |

| Arbitro: | Candussio (Cervignano del Friuli) |

|                              |           |                   |
| Bonvissuto 21’ Mazzarani 84’ | Marcatori | 41’ Schiattarella |

| Arbitro: | Ciampi (Roma) |

|                                 |           |  |
| Mastronunzio 24’ Miramontes 25’ | Marcatori |  |

| Arbitro: | Mazzoleni (Bergamo) |

|               |           |                                    |
| Antenucci 28’ | Marcatori | 25’, 73’ Mastronunzio 59’ Colacone |

| Arbitro: | Orsato (Schio) |

|                       |           |                         |
| Mastronunzio 31’, 74’ | Marcatori | 25’ Masucci 83’ Noselli |

| Arbitro: | Calvarese (Teramo) |

|                                |           |  |
| Joelson 16’ (rig.) Pinilla 46’ | Marcatori |  |

| Arbitro: | Romeo (Verona) |

|                             |           |  |
| Miramontes 55’ De Falco 67’ | Marcatori |  |

| Arbitro: | Orsato (Schio) |

|                 |           |  |
| Ardemagni 90+2’ | Marcatori |  |

| Arbitro: | Guida (Torre Annunziata) |

|                       |           |                 |
| Mastronunzio 36’, 48’ | Marcatori | 88’ Della Rocca |

| Arbitro: | Brighi (Cesena) |

|                         |           |  |
| Locatelli 48’ Nassi 73’ | Marcatori |  |

#### Girone di ritorno
| Arbitro: | Bergonzi (Genova) |

|                |           |            |
| Miramontes 74’ | Marcatori | 60’ Mesbah |

| Arbitro: | Ciampi (Roma) |

|                                    |           |  |
| Merino 58’ (rig.) Dionisi 81’, 85’ | Marcatori |  |

| Arbitro: | N. Stefanini (Prato) |

|                            |           |            |
| Gerardi 11’ Miramontes 72’ | Marcatori | 1’ Ruopolo |

| Arbitro: | Saccani (Mantova) |

|                               |           |  |
| Coralli 8’, 55’ Cesaretti 81’ | Marcatori |  |

| Arbitro: | Damato (Barletta) |

|                       |           |                      |
| Mastronunzio 57’, 74’ | Marcatori | 25’ Darmian 38’ Bovo |

| Arbitro: | Nasca (Bari) |

|                                                |           |                  |
| Schiattarella 26’ Mastronunzio 48’ Surraco 60’ | Marcatori | 80’ M. Artistico |

| Arbitro: | Celi (Campobasso) |

|                      |           |             |
| Bruno 4’ Pinardi 37’ | Marcatori | 2’ Colacone |

| Arbitro: | Mazzoleni (Bergamo) |

|                          |           |                |
| Surraco 29’ Colacone 67’ | Marcatori | 73’ R. Bianchi |

| Arbitro: | Candussio (Cervignano del Friuli) |

|            |           |  |
| Guerra 24’ | Marcatori |  |

| Arbitro: | Velotto (Grosseto) |

|                  |           |                             |
| Mastronunzio 32’ | Marcatori | 14’ Barillà 90+2’ Missiroli |

| Arbitro: | Bergonzi (Genova) |

|              |           |                   |
| Stellone 20’ | Marcatori | 60’ Schiattarella |

| Arbitro: | Pierpaoli (Firenze) |

|  |           |                                       |
|  | Marcatori | 3’ Miramontes 90’ (rig.) Mastronunzio |

| Arbitro: | Guida (Torre Annunziata) |

|  |           |              |
|  | Marcatori | 12’ Ginestra |

| Arbitro: | Candussio (Cervignano del Friuli) |

|                              |           |                   |
| Bjelanovic 55’ Margiotta 65’ | Marcatori | 26’, 43’ Colacone |

| Arbitro: | Trefoloni (Siena) |

|               |           |                            |
| Cristante 90’ | Marcatori | 25’ Antenucci 90+2’ Giorgi |

| Arbitro: | Pinzani (Empoli) |

|                |           |  |
| Martinetti 21’ | Marcatori |  |

| Arbitro: | N. Stefanini (Prato) |

|             |           |               |
| Gerardi 39’ | Marcatori | 86’ Pichlmann |

| Arbitro: | Guida (Torre Annunziata) |

|                                    |           |  |
| A. Caracciolo 40’, 87’ Rispoli 82’ | Marcatori |  |

| Arbitro: | Ciampi (Roma) |

|                                 |           |                                         |
| Mastronunzio 12’ Miramontes 71’ | Marcatori | 43’, 76’ (rig.) Ardemagni 55’ Pettinari |

| Arbitro: | C. Russo (Nola) |

|                                     |           |             |
| Scurto 46’ Della Rocca 90+4’ (rig.) | Marcatori | 57’ Cosenza |

| Arbitro: | Bergonzi (Genova) |

|                      |           |                    |
| Mastronunzio 8’, 68’ | Marcatori | 30’, 65’ Pellicori |

### Coppa Italia
| Arbitro: | Ciampi (Roma) |

|                 |           |  |
| Mastronunzio 3’ | Marcatori |  |

| Arbitro: | Nasca (Bari) |

|                              |           |                             |
| Gerardi 30’ Mastronunzio 43’ | Marcatori | 16’, 41’ Lauria 63’ Marconi |